# AFC Leopards
DerAll Footballers 'Confederation Leopards Sports Club, als AFC Leopards abgekürzt, ist ein kenianischer Fußballverein mit Sitz in Nairobi. Der Klub ist auch als Ingwe (Luhya für Leoparden) bekannt. Der Klub spielt derzeit in der kenianischen Premier League, der obersten Spielklasse des kenianischen Fußballligasystems. Mit 12 Meistertiteln ist AFC Leopards nach Gor Mahia FC Kenias zweit-erfolgreichster Verein (18 Titel). Mit Gor Mahia bestreiten sie regelmäßig das sogenannte Mashemeji-Derby (auch Nairobi-Derby). Das Team trägt die meisten seiner Heimspiele im Nyayo National Stadium aus.

## Geschichte
Der Verein wurde 1964 als Abaluhya United Football Club gegründet. 1966 konnte die erste Meisterschaft gewonnen werden. 1973 änderte der Verein den Namen in Abaluhya Football Club, als sich eine Reihe kleiner Vereine zusammenschlossen. 1980 wurde der Verein in AFC Leopards umbenannt. Seine erfolgreichste Zeit erlebte der Klub in den 1980er Jahren, in der er sechsmal die nationale Meisterschaft und zweimal den nationalen Pokal gewann. Die bisher letzte Meisterschaft wurde 1998 gewonnen.

## Stadion

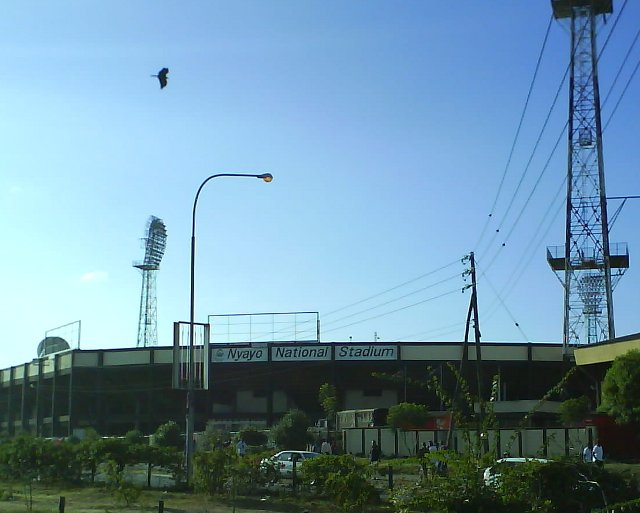
Nyayo National Stadium

Die Mannschaft trägt die meisten seiner Heimspiele im Nyayo National Stadium in Nairobi aus. Das Stadion hat ein Fassungsvermögen von 25.000 Personen.

## Erfolge

### National
- Kenianischer Meister (12): 1966, 1967, 1970, 1973, 1980, 1981, 1982, 1986, 1988, 1989, 1992, 1998
- Kenianischer Pokalsieger (10):  1967, 1968, 1984, 1985, 1991, 1994, 2001, 2009, 2013, 2017
- Kenianischer Pokalfinalist: 1987, 1989, 2000, 2003, 2021

### International
- African Cup Winners’ Cup: Halbfinale 1985
- CAF Champions League: Halbfinale 1968

## Trainerchronik
| Trainer           | Nation                         | von                | bis                |
| ----------------- | ------------------------------ | ------------------ | ------------------ |
| Gerry Saurer      | Österreich                     | 1. Januar 1984     | 31. Dezember 1985  |
| Robert Matano     | Kenia                          | 22. Juli 2010      | 26. April 2011     |
| Luc Eymael        | Belgien                        | 4. April 2013      | 16. August 2013    |
| James Nandwa      | Kenia                          | 18. September 2013 | 10. April 2014     |
| Trevor Morgan     | England                        | 8. Mai 2014        | 30. Juni 2014      |
| Pieter de Jongh   | Niederlande                    | 17. Mai 2014       | 28. Dezember 2014  |
| Zdravko Logarušić | Kroatien                       | 14. Februar 2015   | 26. Oktober 2015   |
| Ivan Minnaert     | Belgien                        | 26. Februar 2016   | 1. September 2016  |
| Stewart Hall      | England                        | 19. Oktober 2016   | 30. Mai 2017       |
| Dorian Marin      | Belgien                        | 1. Juni 2017       | 17. Juli 2017      |
| Robert Matano     | Kenia                          | 17. Juli 2017      | 14. März 2018      |
| Rodolfo Zapata    | Argentinien Vereinigte Staaten | 20. April 2018     | 28. September 2018 |
| Nikola Kavazović  | Serbien                        | 27. Oktober 2018   | 19. Dezember 2018  |
| Tomas Trucha      | Tschechien                     | 2. November 2020   | 3. Dezember 2020   |
| Patrick Aussems   | Belgien                        | 9. Februar 2021    | heute              |